# Арменски национален конгрес
Арменски национален конгрес (на арменски: Հայ Ազգային Կոնգրես, Hay Azgayin Kongres) е коалиция от 13 опозиционни партии в Армения, ръководена от бившия президент Левон Тер-Петросян. Тя е основана през 2008 година.

## Избори
На парламентарните избори през 2012 година коалицията получава 7 места от общо 131 места в Националното събрание на Армения.